# معركة كيرينا
معركة كيرينا هي مواجهة وقعت بين ملك إمبراطورية سوسو سوماورو كنتي وأمير الشعب الماندينغي سوندياتا كيتا حوالي عام 1235م. ألحقت قوات سوندياتا كيتا الهزيمة بقوات سوماورو كنتي ما ضمِن بزوغ قوة إمبراطورية مالي في أفريقيا.

## خلفية
انهارت إمبراطورية غانا التي كانت مهيمنة على المنطقة بحلول أواخر القرن الثاني عشر ميلادي بعد النزاع الداخلي والتدخل السياسي للمرابطين في القرن الحادي عشر. وسارعت عديد الدول المجاورة الأصغر حجماً إلى شغل الفراغ الناتج في السلطة ومنهم شعب سوسو من مملكة كانياغا والشعب الماندينغي من أعالي النيجر. وسيطر السوسو بقيادة سوماورو كنتي على العاصمة السابقة لإمبراطورية غانا كمبي صالح وتوسعت نحو الخارج لتغزو أراضي الماندينغي وغيرها.

## أحداث المعركة
نظم الأمير المنفي سوندياتا كيتا تحالفاً من الممالك الأصغر حجماً لمواجهة القوة المتزايدة للسوسو. وألتقت الجيوش المتحاربة في منطقة كوليكورو فيما يُعرف الآن باسم مالي حوالي عام 1235.وانتصرت قوات سوندياتا كيتا وسارت صوب مملكة سوسو وألحقت الدمار بها. وتشير المصادر التاريخية إلى هذا التاريخ على أنه بداية إمبراطورية مالي والتي ستبسط سيطرتها على غرب أفريقيا في القرنين التاليين.
وقد ذُكِرت قصة المعركة في ملمحة سوندياتا والتي تُعتبر الملحمة القومية الخاصة بمالي على نطاقٍ واسع. وفيها يظهر سوماورو كنتي على أنه ملك مشعوذ شرير يقمع الشعب الماندينغي، ولكن حين يكتشف سوندياتا أن حيوانه المقدس هو الديك ويستطيع إصابة سوماورو كنتي بسهم على مقدمته مهماز الديك. ثم فر ملك السوسو من الحقل واختفى في جبال كوليكورو. وهناك رواية أخرى عن القصة ذكرها الكاتب والسياسي البنيني ماكسيمليان كوينوم في كتابه بعنوان «أساطير أفريقية» (بالفرنسية: Légendes africaines).